# Plougonven
Plougonven ist eine französische Gemeinde mit 3.398 Einwohnern (Stand 1. Januar 2022) in der Bretagne im Département Finistère.

## Verkehr
Bei Plouigneau und Morlaix befinden sich die nächsten Abfahrten der Schnellstraße Europastraße 50 (Rennes-Brest) und die nächstgelegenen Regionalbahnhöfe. Nahe den Städten Rennes und Brest gibt es Regionalflughäfen.

## Bevölkerungsentwicklung
| Jahr                       | 1962 | 1968 | 1975 | 1982 | 1990 | 1999 | 2010 | 2017 |
| Einwohner                  | 2767 | 2703 | 2782 | 3288 | 3374 | 3051 | 3293 | 3496 |
| Quellen: Cassini und INSEE |      |      |      |      |      |      |      |      |

## Sehenswürdigkeiten
Plougonven verfügt über einen sehenswerten Umfriedeten Pfarrbezirk an der Pfarrkirche Saint-Yves.
Die Pfarrkirche Saint-Yves, die wohl zwischen 1511 und 1523 von Philippe Beaumanoir im spätgotischen Flamboyant-Stil erbaut wurde, wurde 1532 unter das doppelte Patronat der hl. Dreifaltigkeit und des hl. Yves gestellt. Ein Brand im Jahr 1930 beschädigte die Kirche schwer, sie wurde 1933 restauriert. Sie wird von einem eleganten Glockenturm mit Balkon und Treppenturm gekrönt, der für den Beaumanoir-Stil charakteristisch ist. Viele Grimassen-schneidende Wasserspeier umgeben ihn. Ihre Altäre sind das Werk des lokalen Bildhauers Yann Larc'hantec. Die beiden Türen der seitlichen Veranda werden von den Wappen und dem Wahlspruch von Pierre de Gaspern, Sieur du Cosquer, Panetier der Königin Claude de France (1513), überragt. Die Veranda trägt einen Archivraum im Obergeschoss. Das große Glasfenster mit Szenen aus dem Leben des hl. Yves hinter dem Hauptaltar wurde 1878 von der in Nantes ansässigen Werkstatt Heinrich Ely angefertigt.
Siehe auch: Liste der Monuments historiques in Plougonven

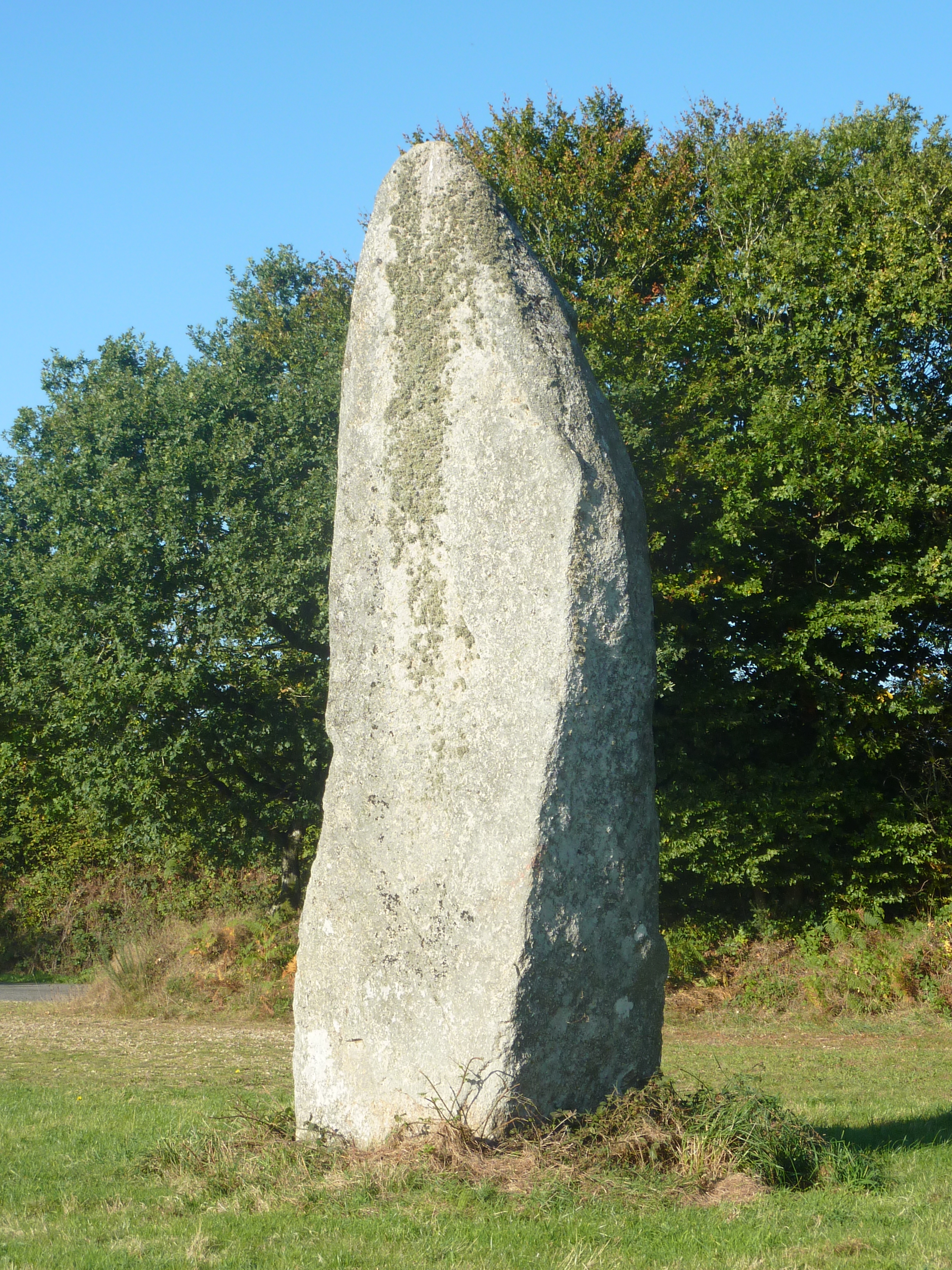
Menhire von Pont-ar-Illis

## Persönlichkeiten
- André Le Dissez (1929–2018), Radrennfahrer